# Rock of Ages (Album)
Rock of Ages, untertitelt The Band in Concert, ist ein Doppelalbum der kanadisch-amerikanischen Folk- und Country-Rock-Gruppe The Band. Es ist das fünfte offizielle Album der Band und gleichzeitig ihr erstes Livealbum. Aufgenommen wurde Rock of Ages vom 28. bis 31. Dezember 1971 in New York Citys Academy of Music. Es erschien am 15. September 1972 auf dem Label Capitol Records. Das Album erntete nicht nur überwiegend positive Kritiken, es wird inzwischen auch oft zu den besten Live-Alben aller Zeiten gezählt. So erreichte es in den US-amerikanischen Billboard-Albencharts mit Platz 6 auch eine weit bessere Platzierung als sein eher enttäuschender Vorgänger Cahoots.
Capitol entschloss sich zwei der Songs von Rock of Ages als Singles zu veröffentlichen. So erschien im September 1972 Don’t Do It mit der Live-Version von Rag Mama Rag als B-Seite. Die Single schaffte es in den Billboard-Charts immerhin bis auf Platz 34. Im Februar 1973 kam dann Caledonia Mission auf den Markt, das jedoch an einem Charteintritt scheiterte. B-Seite war (I Don’t Want to) Hang Up My Rock and Roll Shoes.
Am 8. Mai 2001 veröffentlichte Capitol Rock of Ages als Doppelalbum auf CD, wobei die erste CD das Originalalbum, die zweite eine Reihe bisher unveröffentlichter Bonustracks enthielt, die ebenfalls bei den Konzerten entstanden waren. Auf vier dieser Tracks, die der Show vom 31. Dezember entnommen wurden, ist Bob Dylan als Gastmusiker zu hören.

## Trackliste

### A-Seite
1. Introduction – 1:22
2. Don’t Do It (Brian Holland / Eddie Holland / Lamont Dozier) – 5:00
3. King Harvest (Has Surely Come) (Robbie Robertson) – 4:04
4. Caledonia Mission (Robertson) – 3:38
5. Get Up Jake (Robertson) – 3:33
6. The W.S. Walcott Medicine Show (Robertson) – 3:54

### B-Seite
1. Stage Fright (Robertson) – 4:38
2. The Night They Drove Old Dixie Down (Robertson) – 4:34
3. Across the Great Divide (Robertson) – 3:59
4. This Wheel’s on Fire (Rick Danko/Bob Dylan) – 4:07
5. Rag Mama Rag (Robertson) – 4:33

### C-Seite
1. The Weight (Robertson) – 5:32
2. The Shape I’m In (Robertson) – 4:14
3. The Unfaithful Servant (Robertson) – 4:48
4. Life Is a Carnival (Danko/Levon Helm/Robertson) – 4:17

### D-Seite
1. The Genetic Method (Garth Hudson) – 7:48
2. Chest Fever (Robertson) – 5:24
3. (I Don’t Want to) Hang Up My Rock and Roll Shoes (Chuck Willis) – 4:20

### Bonus-Disc der CD-Version
1. Loving You Is Sweeter Than Ever (Ivy Jo Hunter / Stevie Wonder) – 3:28
2. I Shall Be Released (Dylan) – 4:03
3. Up on Cripple Creek (Robertson) – 4:38
4. The Rumor (Robertson) – 5:02
5. Rockin' Chair (Robertson) – 4:06
6. Time to Kill (Robertson) – 4:07
7. Down in the Flood (Dylan) – 5:25, mit Bob Dylan
8. When I Paint My Masterpiece (Dylan) – 4:17, mit Bob Dylan
9. Don’t Ya Tell Henry (Dylan) – 4:38, mit Bob Dylan
10. Like a Rolling Stone (Dylan) – 5:24, mit Bob Dylan